# Sætre, Akershus
Sætre är en tätort i Askers kommun i Akershus fylke i östra Norge. Orten hade 3 462 invånare 2011 och ligger på halvön Hurumlandet, cirka 45 kilometer söder om Oslo.
Orten utgjorde tidigare centralort i dåvarande Hurums kommun. Sedan 2021 räknas den närliggande orten Åros som en del av tätorten.